# 맛 (영화)
맛은 2014년에 공개된 영화이다. 대한민국 출신의 경석호가 감독하고, 박성호가 각본을 썼다. 정현우가 주인공을 맡았다.

## 배역
- 정현우
- 유다은
- 희우
- 이은미
- 김진선
- 정소영